# Radio Basel 1
Radio Basel 1 war ein lokaler Radiosender in der Nordwestschweiz. Gemäss seinem Claim sah er sich als «das Radio für gute Laune – humorvoll, sympathisch – frisch, freundlich und emotionsgeladen. Mit klarer Ausrichtung und Fokussierung auf Hörernähe.» Der Sender konnte neben der Nordwestschweiz auch in Südbaden und im Oberelsass empfangen werden sowie weltweit im Internet via Webstream.
Der Sender aus Liestal startete am 25. August 2003 frühmorgens um 06.00 Uhr im Beisein von FCB-Meistertrainer Christian Gross sein Programm unter dem neuen Namen Radio Basel 1. Der Sender ist ein direkter Nachfolger des am 1. November 1983 (Beginn der Privatradioszene in der Schweiz) auf Sendung gegangenen (Ober-)Baselbieter Radios Radio Raurach, das damals in Sissach produziert wurde und bis 1995 existierte und ins Radio Edelweiss überführt wurde. Ein grosser Investor beim neuen Baselbieter Radio war Bernhard Burgener von der Highlight Communications, der ein Aussenstudio in der Basler Steinenvorstadt ermöglichte (heute geschlossen). Im September 2002 übernahmen die Basler Zeitung Medien (damals Basler Mediengruppe) das Hauptaktienpaket.
Am 30. September 2009 stellte Radio Basel 1 seinen Betrieb ein. Das Nachfolgeradio Radio Basel sendete nicht mehr aus Liestal, sondern aus Basel.

## Standorte
Radio Basel 1 hatte zwei Standorte: Der Sitz von Geschäftsleitung, Redaktion, Musikredaktion und Moderation inklusive Sende- und Vorproduktionsstudios befand sich in der Rheinstrasse 16 in Liestal; der Sitz der Werbeabteilung in Basel-Kleinhüningen, im Gebäude der Basler Zeitung Medien.

## Frequenzen
| Standort                 | Frequenz   |
| ------------------------ | ---------- |
| Basel                    | 101,7 MHz  |
| Laufental                | 95,9 MHz   |
| Liestal                  | 93,0 MHz   |
| Oberbaselbiet            | 88,4 MHz   |
| Fricktal                 | 101,7 MHz  |
| Kabel (UPC Schweiz, EBL) | 101,5 MHz  |
| Kabel (interGGA, EBM)    | 88,9 MHz   |
| Kabel (GGA Pratteln)     | 102,25 MHz |

Diese Frequenzen benutzte nachher der Nachfolgesender Radio Basel.

## Programm
Werktags wurden die ersten News um 05:30 Uhr ausgestrahlt, die letzten um 20 Uhr.
Publizistischer Höhepunkt des wöchentlichen Programms ist die sonntägliche Talksendung «LoungeTalk» (jeweils 11.03-11.59 Uhr und 18.03-18.59 Uhr). Eines der Highlights des Senders war die werktägliche «Morgenshow», welche von Montag bis Freitag jeweils von 5.30 Uhr bis 9 Uhr ausgestrahlt wird. Radio Basel 1 übertrug die Pflichtspiele des FC Basels mit Liveeinschaltungen.